# Aşağıkaya, Silvan
Aşağıkaya là một xã thuộc huyện Silvan, tỉnh Diyarbakır, Thổ Nhĩ Kỳ. Dân số thời điểm năm 2008 là 115 người.